# Hubert Dopf
Hubert Dopf SJ (* 30. Juli 1921 in Stadl-Paura, Oberösterreich; † 26. Oktober 2015 in Linz) war ein österreichischer Jesuit und Musikwissenschaftler. Dopf galt als „Doyen der Gregorianikfachleute“ in Österreich.

## Leben
Hubert Dopf trat nach dem Besuch des Linzer Bischöflichen Gymnasiums Petrinum (Kollegium Petrinum) und der Matura am Gymnasium in Ried im Innkreis 1939 der Ordensgemeinschaft der Gesellschaft Jesu bei. 1941 erfolgte als Novize die Einberufung zum Militär, kurz darauf wieder die Entlassung. Er studierte zunächst Philosophie am jesuitischen Berchmanskolleg in Pullach und anschließend Kirchenmusik in Wien sowie Theologie in Innsbruck, wo er auch 1950 die Priesterweihe empfing. Nach einem Doktoratsstudium in Musikwissenschaften wurde er 1954 in Innsbruck zum Dr. phil. promoviert. 
1954/55 machte er das jesuitische Tertiat in Sankt Andrä in Kärnten. Es folgte die Lehramtsprüfung für Religion und von 1955 bis 1963 Lehrtätigkeit am Kollegium Kalksburg.
Von 1966 bis 1986 war Dopf Ordinarius der Abteilung für Kirchenmusik und Professor für Gregorianik an der Universität für Musik und darstellende Kunst Wien. Zudem war er von 1973 bis 1995 Künstlerischer Leiter und Dirigent der Choral-Schola der Wiener Hofburgkapelle.
Hubert Dopf galt international als anerkannter Interpret der Gregorianischen Gesänge und Komponist liturgischer Choräle und Gesänge; er engagierte sich für die Musica Sacra. 1997 war er Herausgeber der sechsteiligen CD-Reihe "Gregorianischer Gesang für das Kirchenjahr" (Philips-Classics).

## Herausgeberschaft
- Gregorianischer Choral, 1984 (CD)
- Gregorianischer Choral, 1986 (CD)
- Johannes-Vesper, 1988 (CD)
- Gregorianischer Gesang für das Kirchenjahr (CD; 6-teilig)
- Gregorian Chant: Hymns and Vespers for the Feast of the Nativity, 2008 (CD)